# Banco di San Giorgio (azienda)
Il Banco di San Giorgio S.p.A. è stato una banca italiana con sede in Genova.
Oltre che un marchio di UBI Banca presente con 60 filiali in Liguria, è anche un'area con sede a Genova della Direzione territoriale UBI Banca.
Dal 22 ottobre 2012 fino alla fusione della Banca Regionale Europea, avvenuta il 21 novembre 2016, in UBI Banca era stato un suo marchio ed un'area con sede a Genova della sua Direzione territoriale.

## Storia
Il Banco fu fondato nel 1987 come "Banca di Genova e San Giorgio", in ricordo dell'antico Banco di San Giorgio, che fu dal 1797 al 1805 la nuova denominazione dell'antica "Casa delle compere e dei banchi di San Giorgio" fondata nel 1407.
Nel 1992 il Banco di san Giorgio è entrato nel gruppo Credito Agrario Bresciano confluito inizialmente nel 1999 nella Banca Lombarda e dal 2007 nel Gruppo UBI Banca.
Il 22 ottobre 2012 è diventata operativa la sua fusione per incorporazione nella Banca Regionale Europea che ha così acquisito tutte le sue filiali, diventando dunque la banca di riferimento del Gruppo UBI Banca nel nord-ovest.
L'ultimo Presidente del Consiglio di Amministrazione è stato Riccardo Garrone.